# Smålandsfarvandet

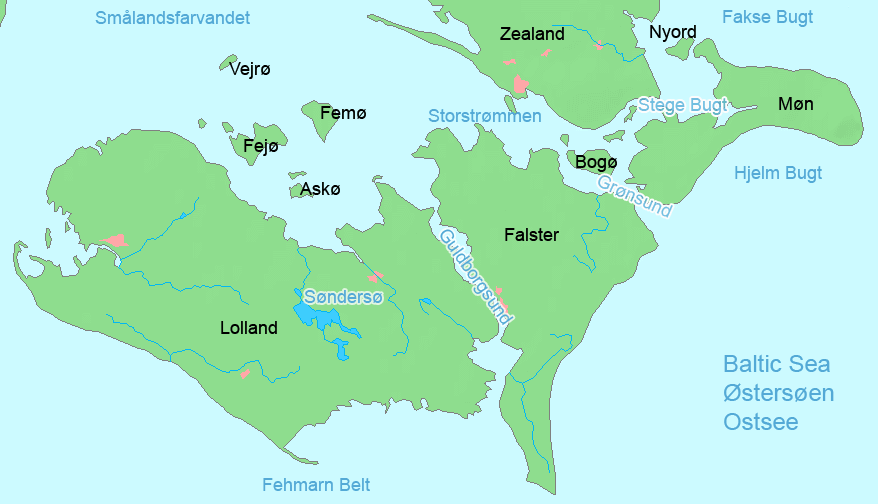
Carte situant le Smålandsfarvandet

Le Smålandsfarvandet est une baie maritime au centre du Danemark. Elle est bordée par l'île de Seeland au nord, et par Lolland au sud.
Les principales îles de la baie sont Fejø, Femø, Askø, Lilleø, Skalø, Vejrø, et Rågø.

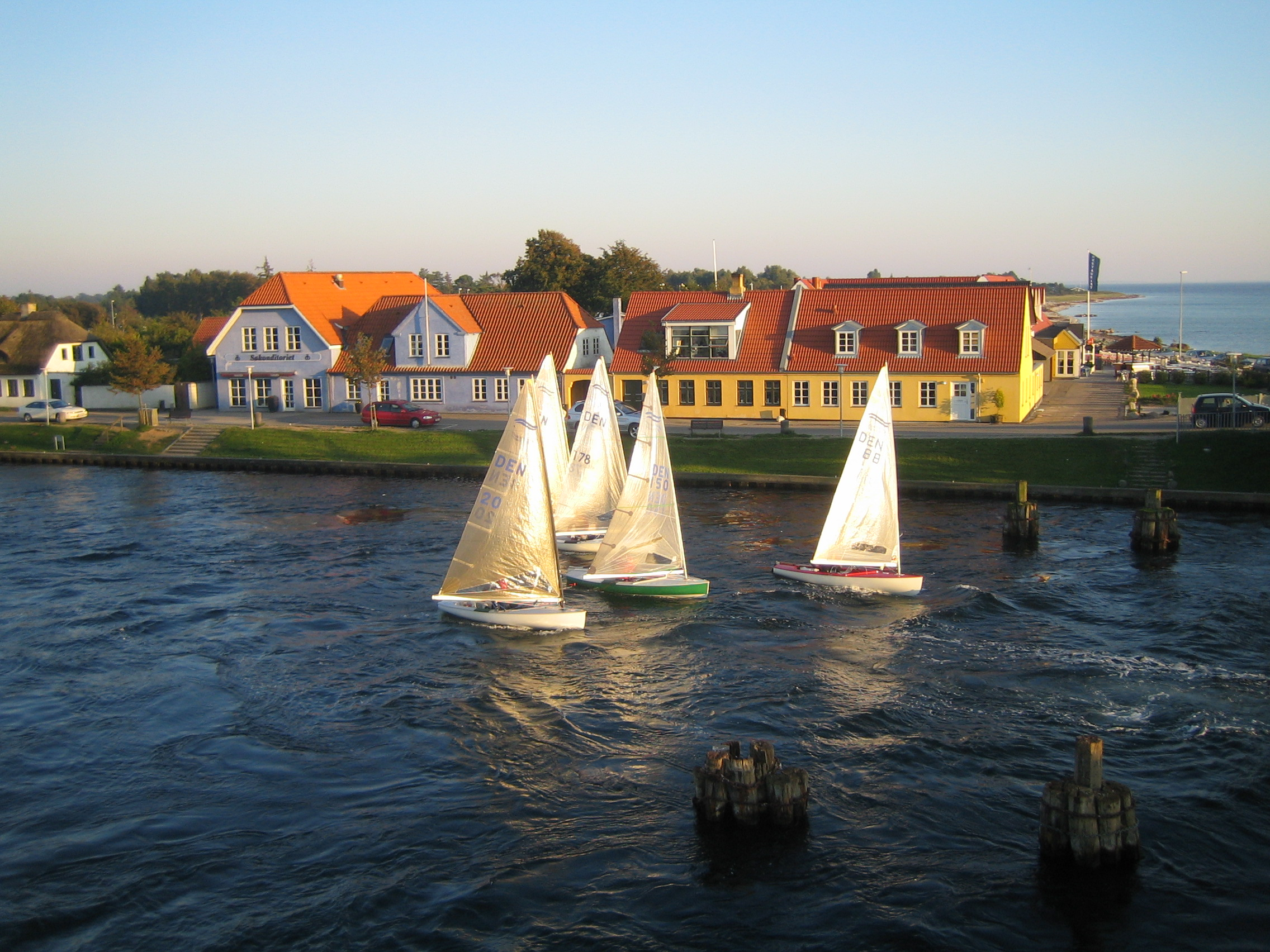
Bateaux à voile à Karrebæksminde, Smålandsfarvandet